# Marie Corelli
Marie Corelli, pseudônimo de Mary Mackay  (Londres, 1 de maio de 1855 – Stratford-upon-Avon, 24 de abril de 1924), foi escritora inglesa e mística. Marie foi uma das mais bem-sucedidas escritoras de sua geração, tendo vendido mais livros do que alguns de seus contemporâneos, como Arthur Conan Doyle, H. G. Wells e Rudyard Kipling.

## Biografa
Mary Mackay nasceu em Londres, em 1855. Era filha de Elizabeth Mills, uma empregada e do músico e poeta escocês, Charles Mackay. Em 1866, aos 11 anos de idade, Mary foi enviada a um convento em Paris, para complementar sua educação. Ela retornaria a Londres quatro anos depois.

## Carreira
Mary começou a carreira como música, adotando o nome de Marie Corelli. Com o tempo, ela passou a se dedicar à escrita e publicou seu pirmeiro livro, A Romance of Two Worlds, em 1886. Na época, ela era a autora de ficção mais lida e muitos de seus leitores incluíam figuras ilustres como Winston Churchill, Randolph Churchill e até mesmo membros da família real.
Grande parte de seus críticos diziam que Mary tinha uma escrita "melodramática". Grant Allen chegou a dizer que Mary era uma mulher de talento deplorável, que acreditava ser um gênio e foi aceita como tal pelo público que compartilhava de seu sentimentalismo. Um tema recorrente em suas obras era o de tentar reconciliar o cristianismo com a reencarnação, projeções astrais e outros temas esotéricos. Sabe-se que ela até chegou a se associar a alguns grupos esotéricos. Grande parte da filosofia esotérica do mundo ocidental atual foi inspirada em suas obras.

## Vida pessoal

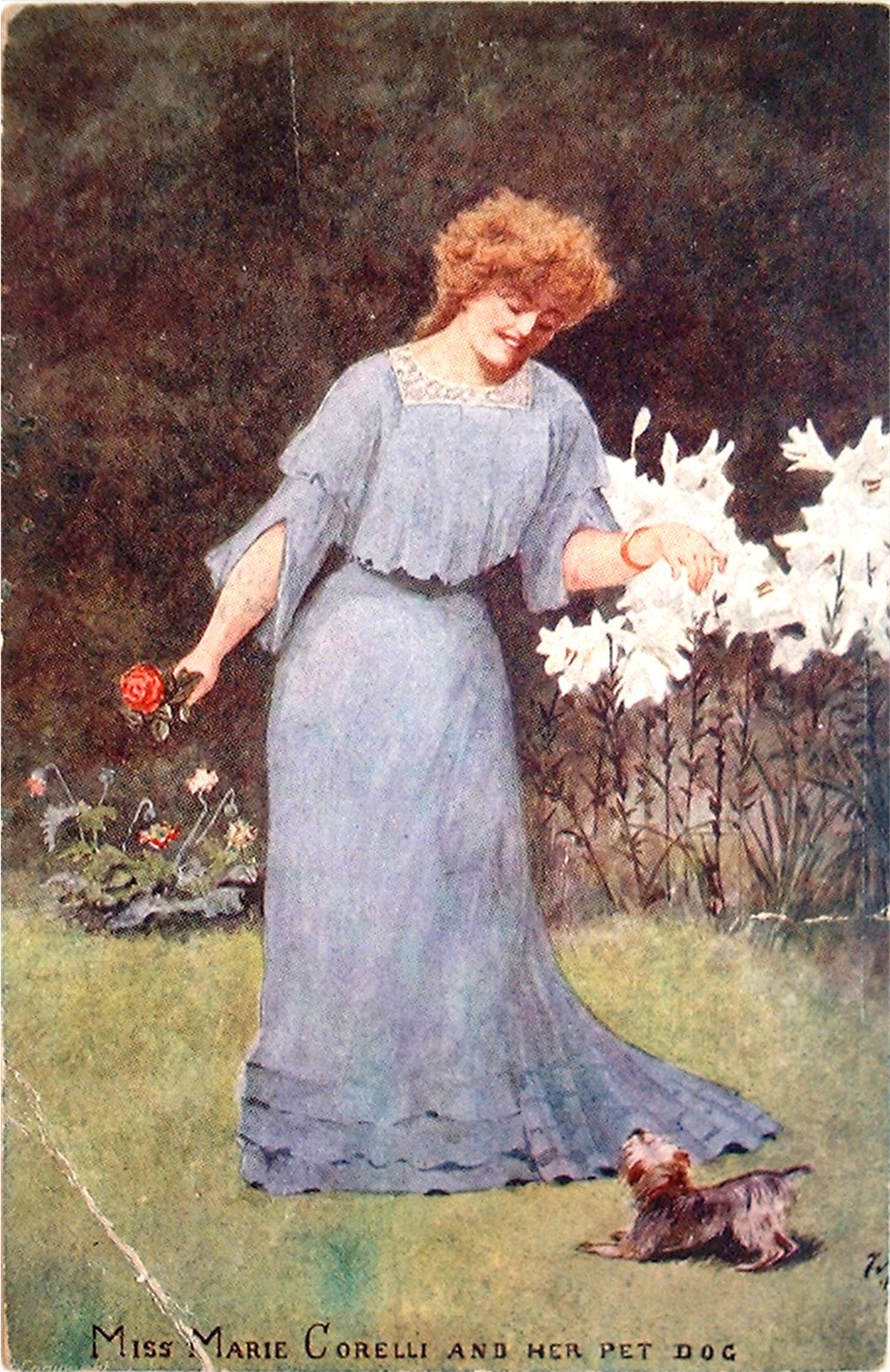
Marie Corelli e seu cachorrinho

Mary passou seus últimos anos em Stratford-upon-Avon. Lá ela lutou pela preservação do patrimônio da cidade, em grande parte construções do século XVII e chegou a doar dinheiro para ajudar os donos de imóveis a remover a camada de argamassa das fachadas para exibir os painéis de madeira de casa e edifícios.
Sua excentricidade era bem conhecida. Tendo viajado o mundo todo, Mary era vista navegando pelo rio Avon em uma gôndola, com um gondoleiro que ela mandou vir de Veneza.
Mary era lésbica, apesar de nunca revelar sua sexualidade e por 40 anos viveu com sua companheira, Bertha Vyver, que também era a cuidadora do pai de Mary quando ele era incapaz de cuidar de si mesmo. Bertha foi a herdeira de Mary quando esta morreu, tendo recebido toda a sua herança.
A reputação de Mary foi abalada durante a Primeira Guerra Mundial por furar o racionamento de alimentos e manter um estoque em sua casa.

## Morte
Mary faleceu em 24 de abril de 1924, em Stratford-upon-Avon e foi sepultada no Cemitério de Evesham Road. Quando Bertha faleceu, ela foi enterrada ao seu lado.

### Romances
- A Romance of Two Worlds (1886)
- Vendetta!; or, The Story of One Forgotten (1886)
- Thelma (1887)
- Ardath (1889)
- Wormwood: A Drama of Paris (1890)
- The Soul of Lilith (1892)
- Barabbas, A Dream of the World's Tragedy (1893)
- The Sorrows of Satan (1895)
- The Mighty Atom (1896)
- The Murder of Delicia (1896)
- Ziska: The Problem of a Wicked Soul (1897)
- Boy (1900)
- Jane (1900)
- The Master-Christian (1900)
- Temporal Power: a Study in Supremacy (1902)
- God's Good Man (1904)
- The Strange Visitation of Josiah McNasson: A Ghost Story (1904)
- Treasure of Heaven (1906)
- Holy Orders, The Tragedy of a Quiet Life (1908)
- Life Everlasting (1911)
- Innocent: Her Fancy and His Fact (1914)
- The Young Diana (1918)
- The Secret Power (1921)
- Love and the Philosopher (1923)
- Open Confession to a Man from a Woman (1925)